# Euphorbia larica
Euphorbia larica är en törelväxtart som beskrevs av Pierre Edmond Boissier. Euphorbia larica ingår i släktet törlar, och familjen törelväxter. Inga underarter finns listade i Catalogue of Life.